# Erythrogryllacris fasciculata
Erythrogryllacris fasciculata är en insektsart som först beskrevs av Francois Jules Pictet de la Rive och Henri Saussure 1893.  Erythrogryllacris fasciculata ingår i släktet Erythrogryllacris och familjen Gryllacrididae.

## Underarter
Arten delas in i följande underarter:
- E. f. rotundata
- E. f. gonymelaena
- E. f. fasciculata